# سوسکچه وندکمپی
سوسکچه وندکمپی (نام علمی: Trigonopterus vandekampi) گونه‌ای از سرده سوسکچه‌های تریگونوپتروس می‌باشد. این گونه سوسک قادر به پرواز کردن نیست و در نواحی مابین سوماترا، ساموآ، فیلیپین و کالدونیای جدید پراکنده می‌باشد. 
در این گونه ساختار پاها به صورت یک پیچ و مهره زیستی عمل می‌کنند.